# 2558 Viv
A 2558 Viv (ideiglenes jelöléssel 1981 SP1) a Naprendszer kisbolygóövében található aszteroida. Norman G. Thomas fedezte fel 1981. szeptember 26-án.